# リアルサウンド
リアルサウンドは、株式会社blueprintが運営する日本の総合カルチャーサイト。サブサイトとしてリアルサウンド映画部、リアルサウンド テック、リアルサウンド ブックも運営されている。

## 沿革
2013年07月22日、元ロッキング・オンの神谷弘一が代表を務める株式会社blueprintが、音楽サイトの設立を株式会社サイゾーに提案、同年7月より同社と共同でリアルサウンドを運営開始。
2015年8月6日、映画・音楽ジャーナリストの宇野維正を主筆に迎え、映画レビューを中心に、最新ニュース、興行成績分析、監督や役者へのインタビューなどで構成される映画総合サイトとしてリアルサウンド映画部を創刊。
2016年、株式会社blueprintが、リアルサウンドの商標と運営権を株式会社サイゾーより取得し単独で運営、編集を行う。
2018年2月28日、宇野維正がリアルサウンド映画部主筆を降板し、アドバイザーに就任。
2018年3月1日、音楽ジャーナリストのジェイ・コウガミを編集アドバイザーに迎え、「テクノロジー×エンターテイメント」をテーマとしたリアルサウンド テック編集部を創刊。
2019年9月27日、音楽、映画、テックに続く第4のカテゴリとしてリアルサウンド ブックを創刊。

## 主な運営サイト
- リアルサウンド
- リアルサウンド映画部
- リアルサウンドテック
- リアルサウンドブック

## 主な連載

### リアルサウンド
- チャート一刀両断！ - 一線で活躍するライターが、シングル／アルバムチャートを分析。
- 音楽シーン分析 - J-POP、ロック、アイドル、ヴィジュアル系、ボカロ……ジャンルが多く複雑な音楽シーンを、さまざまな角度から分析
- ライブ評 - ライブやフェスのレビュー記事。
- アーティスト分析 - 「このアーティストは、なぜ売れているのか？」「どういった戦略をとっているのか？」「ダメな部分は？」――など、多方面からアーティストに関して分析。
- 音楽ヒストリー - ミュージシャンのヒストリーレポート。
- 新譜キュレーション
- ドラマトレンド解説

## リアルサウンド映画部
- 菊地成孔 の欧米休憩タイム〜アルファヴェットを使わない国々の映画批評〜（2015年9月 - 2017年12月、全16回） - 英語圏（欧米国）以外、特にアジア圏の映画を対象とした連載レビュー。
- 菊地成孔の映画関税撤廃（2018年2月 - ）
- 宮台真司の月刊映画時評（2015年8月 - ）
- アニメシーン分析
- アクター分析
- ディレクター分析
- ドラマシーン分析
- 映画シーン分析
- 日本映画を更新する人たち
- 興行成績一刀両断
- 週末映画館でこれ観よう！

## リアルサウンドテック編集部
- あの人のゲームヒストリー
- 音楽機材とテクノロジー
- 歌広場淳のフルコンボでGO!!!
- 十束おとはの「テック・ファウンダー」
- Talk About Virtual Talent
- Producer’s Tool

## 書籍
- 『週刊現代』連載企画「会う食べる飲む また楽しからずや」(出版社：講談社 取材・記事制作：blueprint 2010年1月 - 2013年11月)
- 『80's洋楽読本』(出版社：洋泉社 編集：blueprint 発売日：2015年1月16日)
- 『嵐はなぜ史上最強のエンタメ集団になったか』(出版社: サイゾー 編集：リアルサウンド 発売日：2015年4月17日)[9]
- 『SMAPは終わらない 国民的グループが乗り越える「社会のしがらみ」』（著者：矢野利裕 出版社：垣内出版 編集：リアルサウンド 発売日：2015年8月9日）
- 『潜行 〜地下アイドルの人に言えない生活』(著者：姫乃たま 出版社: サイゾー 企画・編集：リアルサウンド 発売日：2015年9月22日)
- 『私たちが熱狂した 80年代ジャパニーズロック』(出版社：辰巳出版 編集：blueprint 発売日：2015年12月14日)
- 『AAAぴあ』(出版社：ぴあ 編集：blueprint 発売日：2016年4月2日)
- 『逆襲の〈ヴィジュアル系〉-ヤンキーからオタクに受け継がれたもの-』(著者：市川哲史 出版社：垣内出版 編集：リアルサウンド 発売日：2016年8月5日)
- 『私たちが愛した80年代洋画』(出版社：辰巳出版 編集：リアルサウンド映画部 発売日：2016年8月9日)
- 『私たちが熱狂した90年代ジャパニーズヒップホップ』(出版社：辰巳出版 編集：リアルサウンド発売日：2016年12月22日)
- 『正義から享楽へ-映画は近代の幻を暴く-』(著者：宮台真司 出版社：垣内出版 発行：株式会社blueprint 発売日：2016年12月27日)
- 『菊地成孔の欧米休憩タイム』(著者：菊地成孔 出版社：垣内出版 発行：株式会社blueprint  発売日：2017年4月28日)
- 『PRODUCERS' THINKING “衝撃作”を成功に導いた仕掛け人たちの発想法』(著者：高根順次 出版社: blueprint 発売日：2017年8月31日)
- 『夏フェス革命 -音楽が変わる、社会が変わる-』(著者：レジー 出版社：垣内出版 発行：株式会社blueprint 発売日：2017年12月11日)
- 『テレビとジャニーズ〜メディアは「アイドルの時代」をどう築いたか？〜』(著者：太田省一 出版社：垣内出版 発行：株式会社blueprint 発売日：2018年2月21日)
- 『リズムから考えるJ-POP史』(著者：imdkm 出版・発行：株式会社blueprint 発売日：2019年10月3日)
- 『菊地成孔の映画関税撤廃』(著者：菊地成孔 出版・発行：株式会社blueprint 発売日：2020年2月5日)
- 『ISHIYA私観 ジャパニーズ・ハードコア30年史』(著者：ISHIYA 出版・発行：株式会社blueprint 発売日：2021年1月10日)
- 『葛西純 自伝 CRAZY MONKEY（クレイジーモンキー）』(著者：葛西純 出版・発行：株式会社blueprint 発売日：2021年1月15日)
- 『僕等はまだ美しい夢を見てる ロストエイジ20年史』(著者：石井恵梨子 出版・発行：株式会社blueprint 発売日：2021年2月25日)
- 『崩壊を加速させよ 「社会」が沈んで「世界」が浮上する』(著者：宮台真司 出版・発行：株式会社blueprint 発売日：2021年4月30日)
- 『脚本家・野木亜紀子の時代』(著者：小田慶子、佐藤結衣、田幸和歌子、成馬零一、西森路代、藤原奈緒、横川良明 出版・発行：株式会社blueprint 発売日：2021年7月20日)
- 『明るい映画、暗い映画 -21世紀のスクリーン革命-』(著者：渡邉大輔 出版・発行：株式会社blueprint 発売日：2021年10月3日)
- 『クリス・ブロード『世界的YouTuberになった東北在住の英国人 -ガイドブックにない日本-』』(著者：クリス・ブロード 出版・発行：株式会社blueprint 発売日：2022年1月4日)
- 『BTS Journal』(著者：BTS Journal編集室 出版・発行：株式会社blueprint 発売日：2022年2月4日)
- 『進撃の巨人という神話』(著者：宮台真司、斎藤環、藤本由香里、島田一志、成馬零一、鈴木涼美、後藤護、しげる 出版・発行：株式会社blueprint 発売日：2022年3月4日)
- 『ISHIYA私観 ジャパニーズ・ハードコア30年史 番外編 右手を失くしたカリスマ MASAMI伝』(著者：ISHIYA 出版・発行：株式会社blueprint 発売日：2022年4月30日)
- 『ベルセルク精読』（著者：宮台真司、藤本由香里、島田一志、成馬零一、鈴木涼美、渡邉大輔、後藤護、しげる、ちゃんめい 出版・発行：株式会社blueprint 発売日：2022年8月12日）
- 『ネットと朝ドラ』(著者：木俣冬 出版・発行：株式会社blueprint 発売日：2022年9月12日)
- 『書物というウイルス 21世紀思想の前線』(著者：福嶋亮大 出版・発行：株式会社blueprint 発売日：2022年10月12日)
- 『EXILE MUSIC HISTORY』(著者／監修：EXILE MAKIDAI 出版・発行：株式会社blueprint 発売日：2023年2月4日)
- 『猫と笑いに銀河 宮沢賢治ユーモア童話選』(編著者：大角修 出版・発行：株式会社blueprint 発売日：2023年4月26日)
- 『モンパルナス1934』(著者：村井邦彦 吉田俊宏 出版・発行：株式会社blueprint 発売日：2023年4月30日)
- 『絓秀実コレクション1 複製の廃墟──文学／批評／1930年代』(著者：絓秀実 出版・発行：株式会社blueprint 発売日：2023年6月30日)
- 『絓秀実コレクション2 二重の闘争──差別／ナショナリズム／1968年』(著者：絓秀実 出版・発行：株式会社blueprint 発売日：2023年6月30日)
- 『Laugh Til You Die 笑って死ねたら最高さ！』(著者：ISHIYA 出版・発行：株式会社blueprint 発売日：2023年8月4日)
- 『悪魔のいる漫画史』(著者：後藤護 出版・発行：株式会社blueprint 発売日：2023年12月21日)
- 『72年間のTOKYO、鈴木慶一の記憶』(著者：宗像明将 出版・発行：株式会社blueprint 発売日：2023年12月26日)
- 『「桜」の追憶 伝説のA&R 吉田敬・伝』(著者：黒岩利之 出版・発行：株式会社blueprint 発売日：2024年2月2日)
- 『大森靖子ライブクロニクル』(著者：宗像明将 出版・発行：株式会社blueprint 発売日：2024年4月3日)
- 『ルポ書店危機』(著者：山内貴範 出版・発行：株式会社blueprint 発売日：2024年5月2日)
- 『映画興行分析』(著者：宇野維正 出版・発行：株式会社blueprint 発売日：2024年7月3日)
- 『これはニュースではない』(著者：速水健朗 出版・発行：株式会社blueprint 発売日：2024年8月2日)
- 『終わらないハードコア　SLANG KOとKLUB COUNTER ACTION』(著者：石井恵梨子 出版・発行：株式会社blueprint 発売日：2024年10月2日)
- 『さよなら、ブルーハーツ完全版』(著者：外山恒一 出版・発行：株式会社blueprint 発売日：2024年12月4日)
- 『BiS研究員 IDOLファンたちの狂騒録』(著者：宗像明将 出版・発行：株式会社blueprint 発売日：2025年1月7日)

## 配信先メディア
- Yahoo!ニュース
- LINE NEWS
- SmartNews
- グノシー
- mixiニュース
- ニコニコニュース
- antenna
- エンタメウィーク
- Microsoft Start
- livedoor ニュース